# Ida Lewis

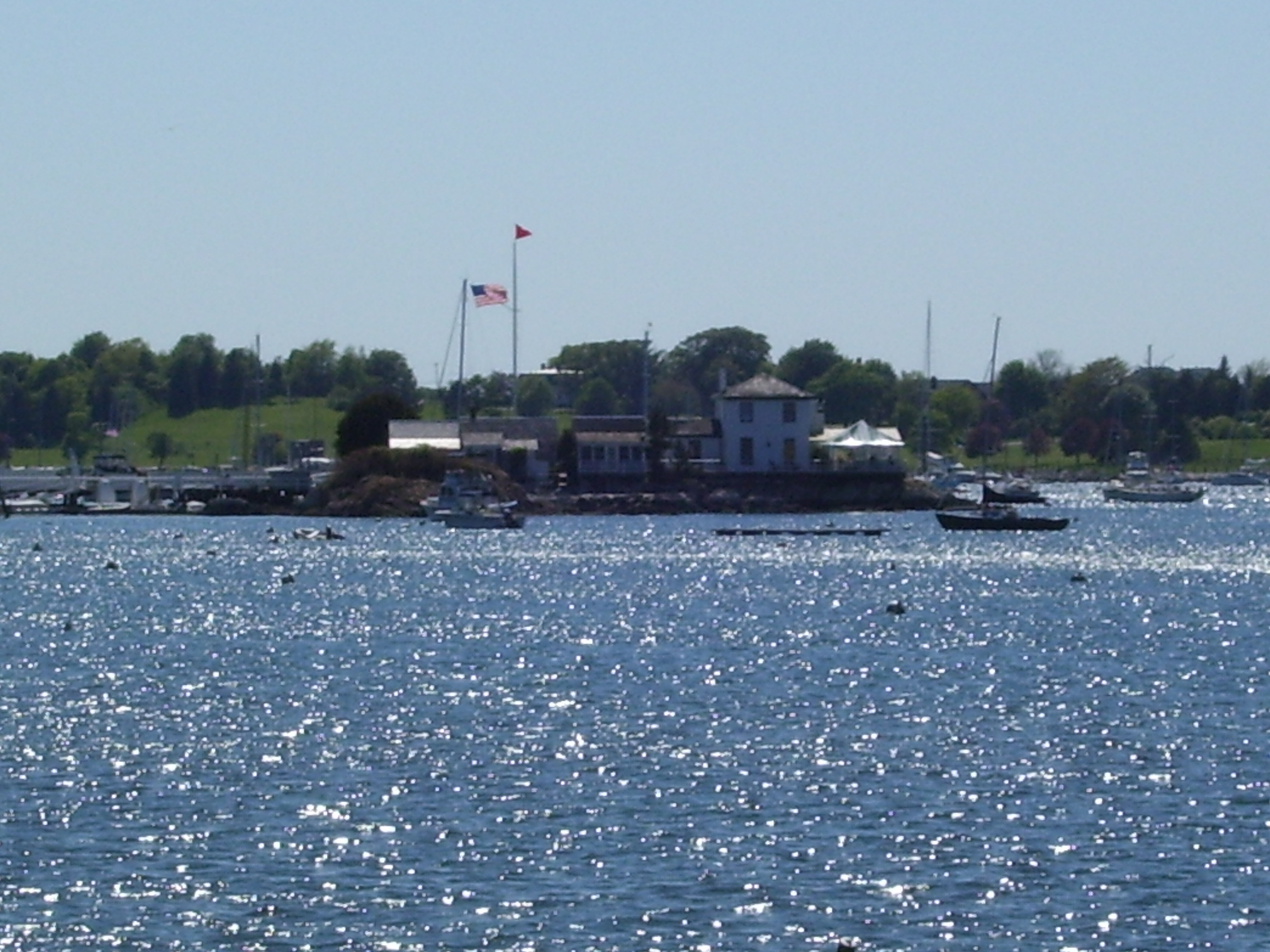
Ida Lewis Lighthouse

Idawalley Zorada Lewis-Wilson, z domu Lewis (ur. 25 lutego 1842 w Newport, zm. 24 października 1911) – amerykańska latarniczka. Znana ze swego bohaterstwa w ratowaniu ludzi z morza.
Była najstarszą z czworga dzieci kapitana Ozeasza Lewisa z Revenue Cutter Service. W 1853 jej ojciec został przeniesiony do służby w latarni morskiej u wejścia do portu w Newport i mianowany opiekunem wyspy noszącej wówczas nazwę Lime Rock, na której w 1857 zamieszkał wraz z rodziną, pomagającą mu, a wkrótce wyręczającą go w utrzymaniu latarni.
Ida codzienną drogę do szkoły pokonywała samodzielnie łodzią wiosłową; jako piętnastolatka była uważana za najlepszą pływaczkę w Newport.
Od 1870 przez krótki okres mieszkała poza Lime Rock za sprawą małżeństwa z kapitanem Williamem Wilsonem z Black Rock w Connecticut; powróciła na wyspę w 1872.
Funkcję latarniczki oficjalnie przejęła w 1879 roku po zmarłej matce.
Ze względu na jej wiele akcji ratowniczych stała się najbardziej znaną latarniczką. Mogła uratować nawet 25-40 osób. W 1881 za jedną z akcji została nagrodzona przez United States Coast Guard złotym medalem (Gold Lifesaving Medal). Uzyskiwała także inne odznaczenia. Dedykowano jej też utwory muzyczne: Ida Lewis Waltz oraz Rescue Polka Mazurka (gdzie jej postać znalazła się na okładce).
W 1924 roku legislatura stanowa Rhode Island postanowiła o zmianie nazwy Lime Rock na Ida Lewis Rock. Obecnie jej imię nosi latarnia morska (Ida Lewis Rock Light), w której mieści się także klub żeglarski Ida Lewis Yacht Club.

## Książki o Idzie Lewis
- Lenore Skomal, The Keeper of Lime Rock, Philadelphia: Running Press, 2002, ISBN 0-7624-1309-3.